# Neli Kim
Neli Vladímirovna Kim (en ruso: Нелли Владимировна Ким, también conocida por la transliteración inglesa Nellie Kim; Shurab, República Socialista Soviética de Tayikistán, 29 de julio de 1957) es una gimnasta rusa de origen coreano-tártaro, actualmente retirada, llegó a ganar tres medallas de oro y una medalla de plata en los Juegos Olímpicos de Montreal 1976, y dos medallas de oro en los Juegos Olímpicos de Moscú 1980 representando a la Unión Soviética. Kim fue la primera mujer en la historia olímpica en ganar un perfecto 10 en la categoría de salto de potro y la primera en ganarlo en el ejercicio de suelo, protagonizando una gran rivalidad deportiva con Nadia Comăneci, Ludmilla Tourischeva y otros fuertes competidores de la década de 1970.
Posteriormente, Nellie Kim trabajó durante mucho tiempo como entrenadora, preparando a los equipos nacionales, y ha juzgado numerosos concursos internacionales. Como presidenta del Comité Técnico de Gimnasia Artística de la Mujer, coordina la introducción de nuevas reglas en la gimnasia femenina, según lo dispuesto por el nuevo Código de Puntos, desarrollada por la FIG en 2004-2005 y en vigor desde 2006.

## Biografía
Nellie Kim nació en Shurab, República Socialista Soviética de Tayikistán, Unión Soviética, hija de Vladimir Kim, padre coreano-sajalín, y Alfiya, su madre de origen tártaro. Más tarde, la familia se trasladó a la República Socialista Soviética de Kazajistán, donde su padre trabajaba en una fábrica de pizarra de Chimkent. A los 9 años, Nellie Kim entró en la Escuela de Deportes para la Infancia y la Juventud 3 de la Sociedad Deportiva Spartak. Otros dos niños en la familia, su hermano menor, Alexander y su hermana Irina, también entraron en una escuela de gimnasia y entrenaron algún tiempo. Alexander fue acosado por sus compañeros de clase en la escuela secundaria debido a su pequeña estatura y se retiró de la gimnasia en favor del boxeo. Irina, quien Nellie Kim considera más talentosa de lo que ella misma era, se retiró a causa de las exigencias de las sesiones de entrenamiento frecuentes.
Los entrenadores de Kim fueron Vladimir Baidin y su esposa, Galina Barkova. Al principio, Kim no tenía la suficiente flexibilidad en comparación con la mayoría de sus compañeros gimnastas, pero pronto fue capaz de compensarlo con una técnica superior y la dificultad de sus ejercicios. Así que rápidamente se convirtió en la mejor en gimnasta de Kazajistán.

## Carrera profesional
Uno de los primeros éxitos de Kim fue su victoria en el concurso republicano Spartak, que tuvo lugar en Chimkent en 1969. Sin embargo, un año más tarde la célebre gimnasta Larisa Latynina dijo que Kim "no tiene futuro" en la gimnasia. Después de ese veredicto, Kim estuvo cerca de dejar la gimnasia pero perseveró con el apoyo de Baidin. En el Campeonato Juvenil de la Unión Soviética de 1971, su primera competición nacional, quedó en quinto lugar en el concurso general. El éxito nacional juvenil, siguió al debut nacional e internacional dos años más tarde. Kim ganó el título del concurso general y dos medallas de oro en los Juegos Deportivos de la Juventud de toda la Unión, quedó octava en el concurso general y primero en las barras asimétricas en la Copa Soviética y ganó la prestigiosa Copa Chunichi en Japón. Después de un segundo puesto en la Copa Soviética en agosto de 1974, fue agregado a la lista del equipo para el Campeonato del Mundo, celebrado en octubre, donde Kim ganó la medalla de oro en la competición por equipos. Posteriormente, y hasta 1980, compitió con éxito en muchos eventos de alto nivel internacional.
El apodo de Nellie Kim entre sus compañeros de equipo y entrenadores del equipo de la Unión Soviética era "Kimanellie", que se ganó, cuando el entrenador Vladislav Rastorotsky la llamó muy rápidamente: "¡Kim, Nellie, al teléfono".

### Olimpiadas y Campeonatos del Mundo
Nellie Kim se convirtió en una de las principales candidatas a medalla para los próximos Juegos Olímpicos y el líder real del equipo soviético después de los Pre-Juegos Olímpicos canadienses de 1975. En la prueba quedó en segundo lugar en el concurso general tras la rumana Nadia Comăneci, pero ganó tres medallas de oro en las finales del evento (potro, barra de equilibrio y ejercicios de suelo), mientras que Comăneci ganó el restante en las barras. Larisa Latynina, que ya había cambiado su opinión acerca de Kim, describió su estilo como "chispeante y alegre". Sin embargo, a pesar de que Nellie Kim también ganó la Copa Soviética de 1976, superando a sus compatriotas como Olga Korbut y Ludmilla Tourischeva, estas estaban consideradas todavía las líderes por los medios de comunicación. Incluso el consejo de entrenadores del equipo soviético no definieron a Kim como la líder y ese fue un error reconocido por expertos soviéticos posteriormente.
En los Juegos Olímpicos de Montreal 1976 la rivalidad entre Nellie Kim y Nadia Comăneci se convirtió en el punto focal de la competición femenina de gimnasia. Las compañeros de equipo de Kim, Ludmilla Tourischeva y Olga Korbut, campeonas olímpicas cuatro años antes en Múnich, fueron superadas por las dos estrellas en ascenso en la lucha por el oro. Nellie Kim ganó tres medallas de oro, una en la competición por equipos y dos en la final del evento: el potro y el ejercicio de suelo. La música de su rutina de suelo, con coreografía de Valentina Kosolapova, fue una samba, y uno de los elementos era el doble salto atrás, realizado por primera vez en los eventos olímpicos femeninos. Kim también ganó una medalla de plata en el concurso general, recibiendo un perfecto 10 en el potro con un salto Tsukahara con giro completo, que también se realizó por primera vez en la historia olímpica. Kim fue elogiada por su belleza femenina y su estilo extravagante, elegante e intenso. Comăneci ganó el oro en el concurso general, en barras y barra de equilibrio. Nellie Kim tenía una ligera ventaja sobre Nadia en los tres restantes combinados en el concurso general, pero a pesar de ser el medallista de bronce mundial en la barra de equilibrio, Nellie no logró una buena actuación en ese aparato, todo lo contrario que Nadia, y la rumana se hizo con el oro. Boris Bajin, el entrenador nacional de Canadá, señaló que "Nelli Kim realizó una potro original excelente con un estilo y ejecución perfectas. Todos los presentes, jueces, entrenadores, gimnastas y los espectadores estuvieron de acuerdo con el resultado. Ella muestra mucho más originalidad y la posibilidad de que se incorpore en el código de puntos". John Atkinson, el entrenador nacional británico acordó añadir que de todos los puntajes perfectos logrados en Montreal creía que el 10 de Kim en la barra era el más perfecto.
Después de la Juegos Olímpicos de Montreal 1976, Nellie Kim se mudó a Bielorrusia (se unió a la Sociedad deportiva de las Fuerzas Armadas en Minsk) y representó a su nuevo hogar en el equipo de la URSS. Dos años más tarde, Kim compitió con éxito en el Campeonato del Mundo. Ganó medallas de oro en el ejercicio de potro, suelo y en la competición por equipos, y en segundo lugar en el concurso general tras Elena Mukhina, superando a Nadia Comăneci, que se cayó de las barras asimétricas, entre otros. El mayor éxito llegó en el Campeonato Mundial de 1979, donde Nellie Kim se convirtió en campeón del concurso general, superando a Maxi Gnauck, Melita Ruhn y su compañera María Filatova. Su rutina de ejercicios de suelo, con coreografía de Galina Savarina, estuvo acompañada por una nueva pieza de música, "House of the Rising Sun" de Santa Esmeralda, que también se utilizaría un año más tarde en los Juegos Olímpicos.
En 1980 ganó el título del concurso general en el Campeonato de la Unión Soviética y compitió con éxito en los Juegos Olímpicos de Moscú 1980, su última competición al más alto nivel. Consiguió la medalla de oro en suelo con Nadia Comăneci en un empate técnico, después de anotar 9,95 en ese final del evento, y ganó el oro en la competición por equipos.
Sus aspectos gimnásticos son recordados por "su fuerte atractivo femenino, temperamental y carismático".